# Michael McGrath
Michael McGrath (Worcester, 25 settembre 1957 – Bloomfield, 14 settembre 2023) è stato un attore e cantante statunitense.

## Biografia
Ha recitato in diversi musical a Broadway, tra cui: Little Me (1998), Wonderful Town (2003), Monty Python's Spamalot (2005), Follies (City Center Encores, 2007), Memphis (2011), On the Twentieth Century (2014) e She Loves Me (2016). Per la sua performance nel musical Nice Work If You Can Get It ha vinto il Tony Award al miglior attore non protagonista in un musical.